# Ferle
En ferle (latin: ferula, skærmplante fra Middelhavsområdet) er et prygleredskab, der i Danmark gik af brug i skolevæsenet i det 18. århundrede. Det var en træstok med en rund klump eller skive i den ene ende. Skiven var beregnet på at ramme skoleelever på håndfladen eller håndryggen. Den blev brugt på skoler, børnehjem, osv.
Ferlen nævnes ofte i litteraturen sammen med riset (et prygleredskab af birkekviste), der også blev anvendt ved indlæring af pensum. 
Ferlen var "forklaringens stedfortræder" i "den sorte skole", hvorfra der er drabelige beretninger fra middelalderen. Imidlertid er det først efter reformationen, at opdragelsen blev mere hårdhændet, og ferlen kom på arbejde.  Dog må det anføres, at redskaber til revselse ifølge Christian V's Danske Lov fra 1683 ikke måtte anvendes til at sønderslå eller gøre skade på børns helbred. I modsat fald kunne udøveren straffes, som var skaden sket mod enhver anden person (...hvis der ellers blev ført retssag). I 1700-tallet blev avantgarden mere opmærksom på at benytte elevers positive følelser til fremme af undervisningens mål. Ludvig Holberg og John Locke er fortalere herfor. Jesuiterordenen tog i sine skoler afstand fra straf som indlæringsmetode. 
Ved kiærlige Opmuntringer udvirkes langt meer, end ved Færle og Riis.

Vold praktiseres stadigvæk i forbindelse med indlæring: Asien, Afrika; men også i Europa forekommer det.[kilde mangler]

## Eksterne referencer
1. ↑  Ferle — Ordbog — ODS — ordnet.dk
2. ↑  http://jur.ku.dk/pdf/forskning/afd3/aarbog-93/jv.pdf (Webside+ikke+længere+tilgængelig) Artikel i Kriminalistisk Instituts Årbog 1993 Afskaffelse af "revselsesretten"
3. ↑  "Corporal punishment was seriously discouraged," citeret fra: http://www.edocere.org/articles/jesuit_model_education.htm Arkiveret 1. september 2013 hos  Wayback Machine
4. ↑  http://ordnet.dk/ods/opslag?opslag=ferle&submit=S%F8g Ludvig Holbergs Epistler IV.320

| Våben | Spire Denne artikel om våben er en spire som bør udbygges. Du er velkommen til at hjælpe Wikipedia ved at udvide den. |

| Skole | Spire Denne artikel om en skole, en uddannelsesinstitution eller uddannelse er en spire som bør udbygges. Du er velkommen til at hjælpe Wikipedia ved at udvide den. |